# Niszczyciele typu Grom
Niszczyciele typu Grom – seria dwóch dużych niszczycieli z okresu międzywojennego i II wojny światowej, zbudowanych w Wielkiej Brytanii dla polskiej Marynarki Wojennej. Oprócz nich szefostwo MW planowało wybudowanie dwóch kolejnych niszczycieli tego typu, ich budowa rozpoczęła się w kraju w 1939 roku, jednak nie udało się ich ukończyć przed wybuchem wojny. W chwili wejścia do służby były jednymi z najsilniejszych i najszybszych jednostek tej klasy na świecie, walczyły podczas wojny u boku marynarki brytyjskiej. ORP „Grom” został zatopiony przez niemieckie lotnictwo w 1940 pod Narwikiem, a ORP „Błyskawica” przetrwał wojnę i jest obecnie zachowany jako okręt-muzeum przycumowany do nabrzeża Pomorskiego w Gdyni.

## Geneza i wybór projektu
Szefostwo Marynarki Wojennej w okresie II Rzeczypospolitej od początku dążyło do włączenia do Floty dużych okrętów nawodnych, w tym niszczycieli (w ówczesnej polskiej terminologii – kontrtorpedowców). Możliwości finansowe państwa nie pozwoliły na zrealizowanie wszystkich ambitnych planów. Tym niemniej w wyniku starań Kierownictwa Marynarki Wojennej (KMW) i sprzyjającego zbiegu okoliczności, udało się zamówić i wybudować we Francji dwa niszczyciele typu Wicher, które we wrześniu 1932 roku utworzyły Dywizjon Kontrtorpedowców. Dalsze plany rozszerzenia floty o kolejne niszczyciele, pomimo pozytywnych rekomendacji oficerów Generalnego Inspektoratu Sił Zbrojnych, nie znajdowały aprobaty Głównego Inspektora Sił Zbrojnych marszałka Józefa Piłsudskiego, w rękach którego po przewrocie majowym znalazła się faktyczna władza w kraju. Marszałek nie widział potrzeby rozbudowy MW i był niechętny przeznaczaniu nań funduszy. W lutym 1931 roku szef KMW kontradmirał Jerzy Świrski przedstawił plan rozbudowy floty o kolejne okręty, w tym dwa nowe niszczyciele, i wnosił o przyznanie na ten cel funduszy. Jednak zabiegi kadm. Świrskiego i prezesa zarządu Ligi Morskiej i Kolonialnej gen. G. Orlicz-Dreszera, mające na celu wyjaśnienie zasadności inwestowania w Marynarkę Wojenną, oraz zakończona sukcesem misja ORP „Wicher” do Gdańska w czasie kryzysu gdańskiego w czerwcu 1932 roku, przyczyniły się do zmiany stanowiska marszałka Piłsudskiego. Ostatecznie podczas spotkania 24 listopada 1932 roku kadm. Świrski uzyskał zgodę Marszałka na realizację proponowanego planu i w kwietniu 1933 roku Sztab Generalny zezwolił na rozpisanie przetargu na budowę dwóch niszczycieli i dwóch okrętów podwodnych, a 29 sierpnia 1933 roku na posiedzeniu szefa Sztabu Generalnego i przedstawicieli Ministerstwa Spraw Wojskowych przyznano na ten cel środki finansowe: 6,5 mln złotych miało pochodzić z budżetu Ministerstwa Spraw Wojskowych, pozostałe koszty miały być pokryte z oszczędności w MW. Polski przemysł stoczniowy nie był w stanie samodzielnie zaprojektować, a do końca lat 30. także zbudować jednostek tej klasy, zatem polska marynarka musiała opierać się na konstrukcjach zagranicznych. Ograniczenia swobodnego rozwoju marynarki stwarzała także sytuacja ekonomiczna kraju. Pierwszy przetarg na niszczyciele rozpisano w maju 1933 roku tylko wśród sojuszniczych stoczni francuskich, z którymi polska marynarka była związana do tej pory – jego wyniki ogłoszono 16 października tego roku, lecz najlepsza oferta, przedstawiająca okręty o wyporności 1950 ton, została odrzucona przez komisję przetargową jako zbyt droga. Według części źródeł, miała kosztować równowartość 28,5 mln zł za dwa okręty (spotykana w literaturze kwota 10 milionów franków jest jednak błędna). Między innymi stocznia Ateliers et Chantiers de la Loire zaproponowała dwukominowy niszczyciel, o naprzemiennym układzie siłowni, uzbrojony w pięć dział kalibru 130 mm, podobny do pomniejszonego typu Le Fantasque. Rolę w podjęciu decyzji o odrzuceniu francuskich projektów grały przy tym mało zachęcające doświadczenia z budowy we Francji niszczycieli typu Wicher, nie w pełni spełniających polskie oczekiwania, a także okrętów podwodnych typu Wilk. Dodatkowo Szef Artylerii kmdr ppor. Heliodor Laskowski zdecydował o uzbrojeniu przyszłych okrętów w działa kalibru 120 mm szwedzkiej firmy Bofors, które miały lepsze parametry niż oferowane działa francuskie.
20 stycznia 1934 roku Wydział Budowy Okrętów KMW wydał warunki techniczne na nowe niszczyciele, po czym rozpisano drugi przetarg, tym razem wśród stoczni szwedzkich. Jako uzbrojenie okrętów przewidziano sześć dział 120 mm, w tym dwa podwójne stanowiska na rufie w superpozycji i jedno na dziobie. Okręty miały mieć m.in. lepszą stateczność i prędkość niż okręty typu Wicher, silniejszą artylerię przeciwlotniczą, turbiny umieszczone w osobnych przedziałach, a pomieszczenia załogi rozmieszczone zgodnie z przydziałami bojowymi. Specyfikację parametrów taktyczno-technicznych zamawianych okrętów opracowano w Wydziale Budowy Okrętów KMW. Zapytanie ofertowe wysłano do Kockums Mekaniska Verkstad AB z Malmö i Götaverken AB z Göteborga. Ofertę zgłosiła 14 maja 1934 roku tylko jedna stocznia – Götaverken, zamiast wymaganych trzech, wobec czego przetarg unieważniono. Otwierało to możliwość zamówienia okrętów z wolnej ręki, lecz nie doszło do tego, gdyż projekt z 7 maja nie satysfakcjonował komisji w pełni. Przedstawiał trzykominowy okręt o gładkopokładowym kadłubie, typowym dla niewielkich szwedzkich niszczycieli tego okresu, lecz znacznie powiększonym (wyporność 1610 t). Dwa działa znajdowały się we wspólnym stanowisku z maską ochronną na pokładzie dziobowym, za nimi była niska i szeroka bryła nadbudówki, a pozostałe cztery działa w dwóch stanowiskach znajdowały się w dwóch poziomach na rufie. Dwa okręty miały kosztować – bez uzbrojenia – 15 750 000 koron (ok. 21 262 500 zł). Uzbrojenie wraz z amunicją dla dwóch okrętów kosztowałoby poniżej 4 mln zł. Zastrzeżenia komisji dotyczyły niedociągnięć technicznych projektu (m.in. niedoszacowań w specyfikacji mas konstrukcji, zbyt małej mocy turbin) i konstrukcyjnych (m.in. trzy kominy, brak podwójnego dna pod maszynowniami i komorami amunicyjnymi, za małe i niezbyt dobrze rozplanowane pomieszczenia mieszkalne i użytkowe dla załogi).
Latem 1934 roku rozpisano trzeci przetarg na budowę niszczycieli, w którym wzięły udział czołowe stocznie brytyjskie, jak Thornycroft, Cammel Laird, Hawthorn Leslie, Swan Hunter, J. Samuel White, Vickers-Armstrong i Yarrow, być może też francuskie i powiększony, ale nadal trzykominowy projekt szwedzki z 28 sierpnia. Za najlepszy 4 września 1934 roku uznano projekt renomowanej stoczni Thornycroft, złożony w trzech wariantach, przedstawiający dwukominowy okręt, o długim podniesionym pokładzie dziobowym. Cztery działa zostały w nim umieszczone zgodnie z wymaganiami na rufie w dwóch poziomach, natomiast na dziobie jedyne dwudziałowe stanowisko było umieszczone nietypowo, na piętrze nadbudówki, gdzie było lepiej chronione przed falami. Minusem było rozmieszczenie obu stanowisk armat przeciwlotniczych 40 mm na burtach między kominami, a czterech podstaw karabinów maszynowych na nadbudówce rufowej, co zmniejszało kąty ostrzału. Mimo to, ponieważ nie udało się wynegocjować korzystniejszej ceny, w grudniu 1934 roku podjęto rozmowy ze stocznią J. Samuel White z Cowes na wyspie Wight, mniej znanej z konstruowania niszczycieli, lecz również doświadczonej, której oferta zajęła drugie miejsce. Stocznia ta była mniej obłożona zamówieniami i polskie zamówienie było dla niej istotne, a w konsekwencji przejawiała daleko idącą chęć współpracy. W projekcie White'a dokonano następnie na życzenie strony polskiej pewnych zmian, przede wszystkim pojawiło się w nim siódme działo artylerii głównej, dodane w pojedynczym stanowisku na pokładzie dziobowym, poniżej dwudziałowego stanowiska na piętrze nadbudówki. Przedstawiciele tej firmy zapoznali się także z niszczycielami typu Wicher i polskimi spostrzeżeniami wynikającymi z ich eksploatacji, i odpowiednio zmodyfikowali projekt. W konsekwencji, projekt stoczni White został uznany za lepszy nawet od projektu autorstwa stoczni Thornycrofta, i zaakceptowany przez stronę polską. W styczniu 1935 roku uzgodniono treść umowy.
29 marca 1935 roku rząd polski zawarł umowę ze stocznią White na budowę dwóch niszczycieli o wyporności 2144 t, za cenę 388 233 funty za każdy okręt (10 171 705 zł). Cena ta nie obejmowała dostaw strony polskiej, przede wszystkim uzbrojenia. Całkowity koszt miał wynosić ok. 520 tys. funtów za okręt. Kontrakt podpisali: ze strony stoczni dyrektor Arthur Thomas Wall, a ze strony polskiej kierownik Wydziału Budowy Okrętów Służby Technicznej KMW inż. Mikołaj Berens. Pierwszy okręt miał zostać ukończony w ciągu 26 miesięcy od dnia zawarcia umowy, drugi – w ciągu 28 miesięcy. Płatności miały być uregulowane w ratach (harmonogram spłaty rat był szczegółowo rozpisany, 35% wartości kontraktu miało być uregulowane w chwili zawarcia umowy, w miarę postępów prac zapłacone miało być kolejne 45%, po odbiorze okrętów przez stronę polską – 15%, a po zakończeniu okresu gwarancyjnego – ostatnie 5%). Na okręty wykonawca udzielił rocznej gwarancji. Za niedotrzymanie parametrów taktyczno-technicznych przez wybudowane okręty przewidziane były kary umowne dla stoczni, jeśli zaś parametry te okazałyby się lepsze niż wymagane w kontrakcie – stocznia miała otrzymać nagrodę finansową. Materiały i wykonawstwo miało być zgodne z tymi, jakich wymagała przy odbiorze zamawianych dla siebie okrętów Admiralicja brytyjska (po zatwierdzeniu przez powołaną przez KMW Komisję Nadzorczą). Arbitra, który rozstrzygać miał ewentualne kwestie sporne, powoływać miał Sąd Arbitrażowy w Londynie. Okręty typu Grom były największymi niszczycielami zbudowanymi przez stocznię White do tamtej pory.
Przewidywano, że dostawy ze strony polskiej stanowić będą 26% wartości, zakupy uzbrojenia artyleryjskiego rozliczane miały być clearingowo, w zamian za dostawy węgla z polskich kopalń. Strona polska dążyła do tego, by w budowę okrętów włączyć polski przemysł, tak by zwiększyć samowystarczalność w tym zakresie. Jednakże, choć dostawy ze strony polskiej stanowiły 26% wartości zamówienia, to udział polskiego przemysłu w jego realizacji wyniósł 8,15% (8%) – pozostałą część stanowiły zamówienia złożone przez MW u innych dostawców zagranicznych.
Projekt systemu kierowania ogniem artyleryjskim i torpedowym dla kontrtorpedowców typu Grom przygotowały Polskie Zakłady Optyczne S.A. Umowa Nr 847/34 między polską MW a integratorem systemu PZO S.A., na same urządzenia bez okablowania opiewała na 1.084.991,00 zł, dla dwóch kontrtorpedowców. Projekty systemu kierowania ogniem artyleryjskim i torpedowym zachowały się.

## Budowa
17 lipca 1935 roku uroczyście, w obecności polskich i brytyjskich czynników oficjalnych, w tym przedstawiciela króla, rozpoczęto budowę pierwszego okrętu – późniejszego „Groma” (numer budowy 1800), a 1 października 1935 roku późniejszej „Błyskawicy” (nr budowy 1801). Pierwszy nit pod „Groma” wbił ambasador RP w Londynie Edward Raczyński, natomiast jego żona była później matką chrzestną „Błyskawicy”. Na terenie stoczni nad rzeką wzniesiono dwie zadaszone hale, w których miała następować składanie sekcji, oraz dwie pochylnie, położone obok siebie, które stopniowo, w miarę postępów prac nad kadłubami, przedłużano. Nadzór nad budową sprawowała wysłana do Anglii Komisja Nadzorcza Budowy Okrętów, pod kierownictwem kmdr Stanisława Rymszewicza. W jej skład wchodzili mgr inż. Jan Morze, ppor. mar. inż. Stanisław Radogost-Uniechowski, chor. mar. Józef Wojtkowiak oraz doraźnie powoływani eksperci. Komisja ta zatwierdzała dokumentację techniczną i rozwiązywała bieżące problemy. Ponadto część obowiązków związanych z kontrolą i nadzorem nad wykonaniem prac u podwykonawców stoczni przekazano kontrolerom brytyjskiej Admiralicji – przewidziano na ich wynagrodzenie środki w wysokości 4500 funtów.
14 maja 1936 roku Minister Spraw Wojskowych nadał okrętom nazwy „Grom” i „Błyskawica”.

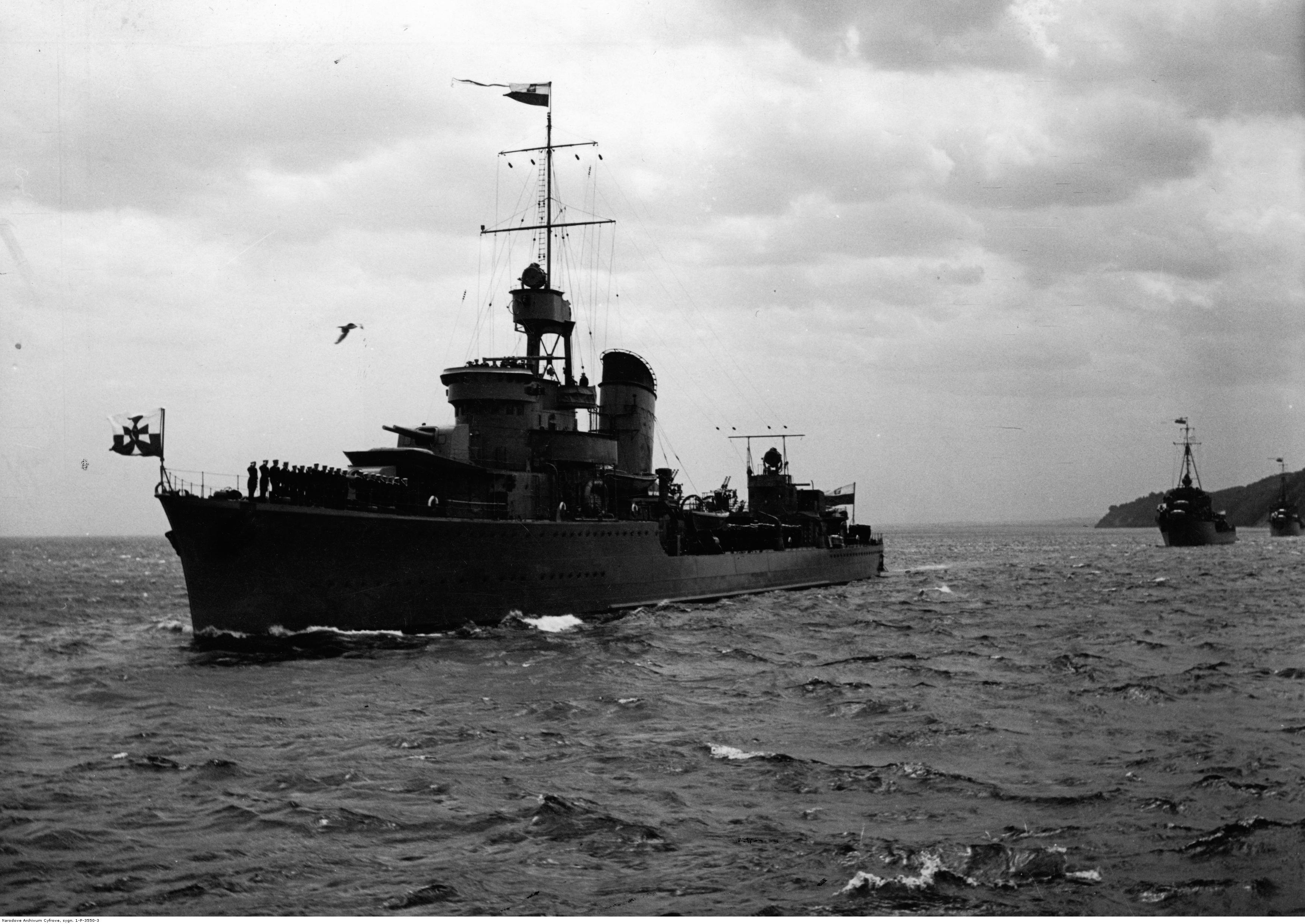
ORP „Błyskawica” w trakcie parady morskiej z okazji Święta Morza w 1938 roku

20 lipca 1936 roku wodowano uroczyście kadłub „Groma”, a 1 października tego roku – „Błyskawicy”, po czym przystąpiono do wyposażania okrętów. 4 listopada 1936 roku statek „Clive” dostarczył ze Szwecji uzbrojenie artyleryjskie „Groma”, a 8 grudnia polski statek „Wilja” – wyposażenie wykonane przez stronę polską (m.in. kable, łodzie, radiostacje) i pierwszą część załogi. Odbioru okrętów od wykonawcy dokonywać miała polska Komisja Odbiorcza w Southampton, powołana 29 stycznia 1937 roku, pod kierownictwem kmdr Włodzimierza Steyera. W jej skład wchodzili Jan Morze (pełnił funkcję sekretarza), kmdr ppor. Stanisław Hryniewiecki oraz kpt. mar. mgr inż. Tadeusz Dobrzyński. W lutym 1937 roku rozpoczęto próby morskie „Groma”, w marcu zakończono budowę. 11 maja 1937 roku „Grom” został odebrany przez polską Komisję Odbiorczą i podniesiono na nim banderę MW. Okręt wyruszył do Polski, 16 maja, po pobraniu w Göteborgu amunicji, przypłynął do Gdyni. Zamontowano tam m.in. centralę artyleryjską produkcji Państwowych Zakładów Optycznych. Do czerwca 1937 roku „Grom” nosił na dziobie numer burtowy „G”, następnie usunięty.
Do końca września – z opóźnieniem – zakończono wyposażanie „Błyskawicy” (umowny termin oddania upływał 29 lipca 1937 roku). Zwłoka wynikała z opóźnień w dostawach części wyposażenia, braku wystarczających sił roboczych w stoczni i siły wyższej – epidemii grypy wśród pracowników stoczni. Po przeprowadzonych w październiku i listopadzie próbach morskich (i poprawieniu stwierdzonych usterek, do czego potrzeba było dokować okręt) niszczyciel został przekazany polskiej komisji i wszedł do służby 25 listopada 1937 roku. 1 grudnia tego roku „Błyskawica” przypłynęła przez Göteborg, gdzie pobrano amunicję, do Gdyni. Całkowity koszt budowy obu okrętów wyniósł 27 411 972 zł (z uwzględnieniem premii dla stoczni za lepsze niż oczekiwano parametry okrętów). Przemysł polski dostarczył 8,15% wartości zamówienia.
| Nazwa        | Położenie stępki | Data wodowania | Wejście do służby |
| ------------ | ---------------- | -------------- | ----------------- |
| „Grom”       | 17.07.1935       | 20.07.1936     | 11.05.1937        |
| „Błyskawica” | 01.10.1935       | 01.10.1936     | 25.11.1937        |

## Opis konstrukcji

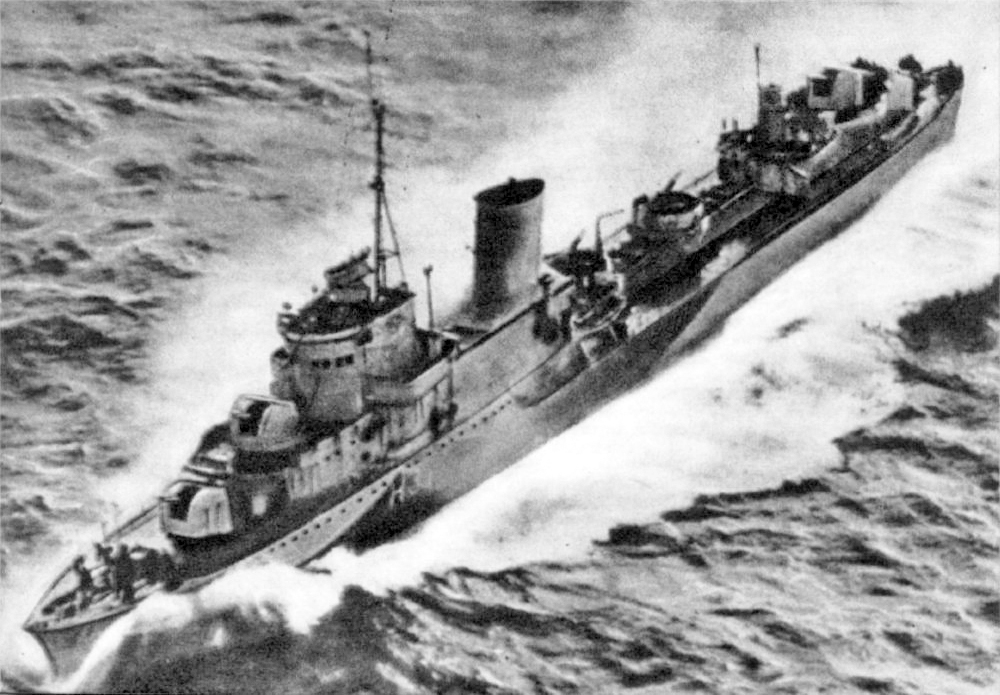
ORP „Błyskawica” podczas rejsu z dużą prędkością

### Architektura i kadłub
Kontrtorpedowce typu Grom miały architekturę typową dla niszczycieli, cechowały się przy tym dość zwartą i harmonijną sylwetką. Całkowita długość okrętów wynosiła (według specyfikacji) 114 m (111 m na linii wodnej), szerokość maksymalna: 11,26 m, zanurzenie na dziobie: 3,15 m, na rufie: 3,45 m. Wyporność standardowa miała wynosić 2011 ton (wyporność normalna: 2144 t). Wysokość metacentryczną określono na 0,85 m. Okręty osiągać miały prędkość 39 węzłów (w rzeczywistości osiągały więcej: 39,6 węzła). Przy prędkości 15 w. ich zasięg wynosić miał 3500 Mm. Pojemność zbiorników paliwa wynosiła 130 t (maksymalnie – 350 ton). Cyrkulacja okrętu przy prędkości 20 węzłów wynosiła 4,05 długości okrętu, przy 36 wz. – 8,08 długości okrętu. Zakres dodatnich ramion stateczności określono na 65 stopni. Pokład dziobowy o niewielkim wznosie rozciągał się na prawie 40% długości kadłuba. Dziobnica była lekko wygięta łukowo. Rufa była kształtu typowego dla brytyjskich niszczycieli, zaokrąglona w rzucie z góry, z pionową stewą. Stanowiska dział artylerii głównej, osłonięte maskami przeciwodłamkowymi, były rozmieszczone w sposób klasyczny (zapoczątkowany przez brytyjski typ V/W) – po dwa na dziobie i rufie okrętu, na pokładzie dziobowym i rufowym oraz w superpozycji na piętrze nadbudówki dziobowej i rufowej. Poniżej tych stanowisk w dolnych częściach kadłuba znajdowały się komory amunicyjne z których osobne podnośniki dla każdego stanowiska dział dostarczały amunicję za stanowisko dział. Przy działach znajdowały się po 2 parki amunicyjne. Każdy park mieścił po 24 naboje. Pokłady nadbudówek dziobowej i rufowej były przedłużone ponad stanowiska dział na pokładzie, w celu osłony niższych dział przed podmuchem wylotowym wyższych dział.

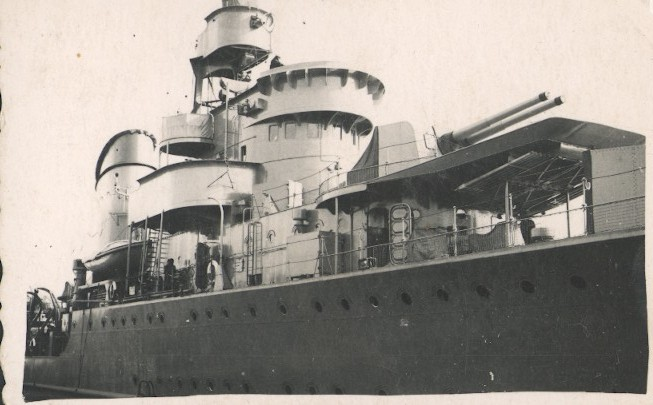
Widok na mostek okrętów przed wojną

Nadbudówka dziobowa miała wysunięte do przodu dolne piętro, na którym stało stanowisko dział. Drugie piętro było dość wysokie – w przedniej części obejmowało przeszkloną sterówkę, a nakryte było otwartym pomostem bojowym o charakterystycznej formie z przednią częścią tworzącą wystający nawis przed obrysem sterówki i wyposażoną przy górnej krawędzi ścianek w deflektor wiatru. W widoku od góry, przód pomostu i sterówki miał kształt zaokrąglony. Podobną nadbudówkę miał budowany w tym czasie we Francji stawiacz min ORP „Gryf”. Cała nadbudówka była przesunięta w stronę dziobu okrętu, względem uskoku pokładu dziobowego. W tylnej części pomostu bojowego był umieszczony na postumencie dalmierz, później na „Błyskawicy” zamieniony na dalocelownik. Na końcu nadbudówki był maszt palowy, początkowo połączony z wysoką i dość masywną, ustawiona na kratownicowej podstawie, platformą dla reflektora, później usuniętą.
Za uskokiem pokładu dziobowego, na pokładzie górnym, była wąska nadbudówka kryjąca podstawę komina i kanały wentylacyjne. Okręty miały pojedynczy, szeroki, pochylony komin na śródokręciu, o opływowym przekroju, do którego uchodziły spaliny ze wszystkich kotłowni. W początkowym okresie na kominie był umieszczony masywny kołpak, zdemontowany w 1939 roku w Wielkiej Brytanii. Między nadbudówką dziobową a kominem umieszczone były trzy duże łodzie ratunkowe, a po bokach nadbudówki komina dwie mniejsze (łodzie przed kominem zostały później zdemontowane i zastąpione przez lżejsze tratwy ratunkowe). Bezpośrednio za kominem, na końcu jego nadbudówki znajdowała się platforma dla działek przeciwlotniczych. Dalej w osi podłużnej okrętu, na pokładzie, ustawione były dwa trzyrurowe aparaty torpedowe, a między nimi była mała nadbudówka z drugą platformą działek przeciwlotniczych (kryjąca ciągi wentylacyjne maszynowni). Za aparatami torpedowymi była niska nadbudówka rufowa. Początkowo w jej przedniej części znajdowała się druga kondygnacja w postaci klockowatego zapasowego stanowiska dowodzenia z platformą reflektora na szczycie, lecz później zostało ono usunięte. Po jego bokach początkowo znajdowały się przeciwlotnicze wielkokalibrowe karabiny maszynowe, natomiast między nim a stanowiskiem dział, był drugi dalmierz. Na końcu nadbudówki i pokładzie rufowym znajdowały się dwa pozostałe podwójne stanowiska dział artylerii głównej.

### Napęd
Siłownia okrętowa w postaci dwóch turbin typu Curtiss-Parsons i trzech głównych kotłów parowych typu Admiralicji oraz kotła pomocniczego typu White Forster, miała moc 54 000 KM. Każdy kocioł główny miał, łącznie z przegrzewaczem o powierzchni 177 m², powierzchnię grzewczą 1222 m². Kocioł wytwarzał parę o temperaturze 227 oC (331oC po przegrzaniu) i ciśnieniu 27 atm. Kocioł pomocniczy, zasilający dwa turbogeneratory o mocy po 80 kW i liczne okrętowe urządzenia pomocnicze (m.in. windy kotwiczne, ogrzewanie, turbopompy, maszynkę sterową) miał powierzchnię grzewczą 30 m² i dawał parę o ciśnieniu 27 atm. Dzięki niemu w trakcie postoju w porcie kotły główne okrętu mogły być odstawione. Para była przekazywana do maszynowni dwoma rurociągami głównymi, jednym na prawej i jednym na lewej burcie. W skład jednej grupy turbin wchodziły turbina wysokiego ciśnienia biegu naprzód, turbina niskiego ciśnienia biegu naprzód i turbina biegu wstecz. Dwie ostatnie były osadzone na razem na osobnym wale. Oba wały turbin napędzały jeden wał śruby poprzez helikoidalną przekładnię redukcyjną. Wał ten opierał się na łożysku oporowym typu Mitchell. Wały śrub nie przebiegały na tej samej wysokości i wchodziły w wodę pod nieco różnymi kątami (prawy przebiegał niżej niż lewy) – wynikało to z różnic w odległości od rufy pomiędzy dziobową i rufową maszynownią. Brązowe śruby miały po trzy łopaty, każda ze śrub miała masę 6627 kg. Okręty miały po dwie kotłownie i dwie maszynownie w prostym układzie liniowym (od dziobu: pierwsza kotłownia z jednym kotłem, druga z dwoma kotłami i dalej dwie maszynownie). Układ taki stwarzał większe ryzyko pozbawienia napędu od jednego uszkodzenia w stosunku do układu przemiennego, lecz było ono zmniejszone przez rozmieszczenie turbin w osobnych przedziałach maszynowni, w odróżnieniu od typu Wicher i współczesnych niszczycieli brytyjskich, które miały obie turbiny w jednym przedziale. Gródź poprzeczna między maszynowniami miała nietypowy, łamany kształt – obie maszynownie częściowo zachodziły na siebie. W pierwszej maszynowni turbina była umieszczona po lewej burcie i napędzała lewą śrubę, w drugiej maszynowni była umieszczona po prawej. Na rufie okrętu znajdował się przedział maszynki sterowej, po bokach którego początkowo znajdowały się umieszczone pod pokładem wyrzutnie bomb głębinowych. Na żądanie strony polskiej kwatery dla oficerów umieszczono w bardziej praktycznym miejscu pod nadbudówką dziobową, zamiast tradycyjnego miejsca na rufie, utrudniającego im zajmowanie stanowisk (na brytyjskich niszczycielach zastosowano to dopiero w typie R z 1941 roku). Oprócz dwóch turbogeneratorów parowych, dających napięcie 110 V, okręty były wyposażone w pojedynczy generator dieslowski o mocy 25 kW.
Kadłub wykonany był ze stali o podwyższonej wytrzymałości (brytyjski typ D, zbliżony gatunkowo do stali St35), ocynkowanej, malowanej minią ołowianą. Na dziobie okręty posiadały wzmocnienia przeciwlodowe. Do konstrukcji nadbudówek wykorzystano blachy, wykonane ze stali o charakterystyce zbliżonej do polskiej stali St3.

### Uzbrojenie
Pierwotne uzbrojenie artyleryjskie okrętów stanowiło 7 dział Bofors 120 mm L/50 wz. 36 na trzech podstawach podwójnych i jednej pojedynczej (zdecydowana większość okrętów tej klasy na świecie miała nie więcej niż 6 dział głównego kalibru, nieliczne typy miały 8). Działa cechowały się sporą szybkostrzelnością do 10 strz./min; pewnym minusem jednak przy dłuższym ogniu było stosowanie nabojów zespolonych, cięższych do ładowania od amunicji rozdzielnej (masa naboju 41 kg, w tym pocisku 24 kg). Masa podstawy podwójnej wynosiła 20,5 t. Działa miały donośność maksymalną przy kącie podniesienia 30° – 19 500 m. Amunicja do dział była dostarczana ręcznie z podręcznych parków amunicyjnych oraz z wind amunicyjnych, wynoszących amunicję z komór amunicyjnych. Windy były francuskiej produkcji (firmy Sautte-Harle), miały napęd elektryczny oraz awaryjny ręczny. Każde stanowisko artylerii głównej obsługiwały cztery takie podnośniki, ulokowane bezpośrednio przy stanowiskach. Ich wydajność wynosiła 20 nabojów na minutę. Komora amunicyjna nr 1 mieściła 150 nabojów bojowych i 176 oświetlających, komora nr 2: 300 nabojów bojowych i 83 ćwiczebne, komory nr 3 i 4: po 300 nabojów bojowych, a komora nr 4 ponadto 64 naboje ćwiczebne. Cały zapas amunicji do artylerii głównej niszczycieli typu Grom zgromadzony przed wybuchem II wojny światowej wynosił 2662 szt. nabojów bojowych i 411 oświetlających.
Umiarkowanie silne było natomiast uzbrojenie torpedowe, składające się z dwóch 3-rurowych wyrzutni torpedowych 550 mm typu Creole (2xIII), z wkładkami redukującymi kaliber (do 533 mm lub 450 mm) ). Wyrzutnie wyprodukowane zostały przez Peter Brotherhood Ltd z Peterborough. Wyrzutnia miała masę 9,11 t, długość 6255 mm, kąt strzału mieścił się w zakresie 60-120° i 240-300°. Wyrzutnię można było naprowadzać na cel ręcznie (prędkość obrotu 0,4-7,6°/s) lub elektrycznie (silnik o mocy 3,25 kW, zapewniający prędkość obrotu 9°/s). Strzał odbywał się przez odpalenie ładunku prochu czarnego lub z wykorzystaniem sprężonego powietrza (zmagazynowanego w 3 butlach o pojemności 100 L każda i ciśnieniu roboczym 60 kg/cm², ładowanych przez dwie sprężarki o wydajności 375 L/h). Wyrzutnie były przystosowane do torped francuskich 550 mm wz. wzór 1923D, lecz mogły być dostosowane przez zastosowanie wkładek także do torped wzór AB standardowego na świecie kalibru 533 mm (21 cali) firmy Whithehead Torpedo Company Ltd z Weymouth i 450 mm (zakupiono sześć adapterów do kalibru 533 mm i cztery do kalibru 450 mm). Celowanie i odpalanie mogło odbywać się zdalnie (z pomostu) lub z poszczególnych stanowisk z wykorzystaniem lunetki celowniczej. Na potrzeby niszczycieli typu Grom przed wybuchem wojny zakupiono 66 torped wz. AB, w zasobach MW było ponadto 17 torped wz. 1923D.
Wyjątkowo silne jak na okres przedwojenny i początek II wojny światowej było uzbrojenie przeciwlotnicze okrętów, składające się przede wszystkim z dwóch podwójnie sprzężonych automatycznych armat przeciwlotniczych Bofors 40 mm L/60 wz. 36. Masa armat ze stanowiskiem wynosiła 3,5 t. Armata strzelała amunicją zespoloną, zestawioną w magazynkach po 4 sztuki, masa naboju wynosiła 0,9 kg. Lufy były chłodzone wodą. Przyrządy celownicze wyposażone były w pochyłomierz i urządzenia stabilizujące, umożliwiające prowadzenie celnego ognia także przy trudnych warunkach pogodowych. Sektor ostrzału w poziomie obejmował 300°, ograniczały go komin i nadbudówka dziobowa. Amunicje do armat przechowywano w skrzyniach zawierających po 20 sztuk nabojów, przymocowanych do pokładu przy stanowiskach armat. Na stanowiskach było ich początkowo po 6, później na stanowisku nr 1 – 9, na stanowisku nr 2 – 12. Amunicje uzupełniano, donosząc ją z komór amunicyjnych. Działa miały zabezpieczenia przed ostrzelaniem własnego okrętu – stanowił je system krzywek, regulowanych osobno dla każdego stanowiska z uwzględnieniem pół ostrzału i pomijania, które blokowały spusty broni, gdy lufa była wycelowana we własny okręt. Armaty tego systemu były dość powszechnie uznawane za najlepsze działka tego rodzaju okresu II wojny światowej, skuteczniejsze m.in. od brytyjskich działek 40 mm „pom-pom” i niemieckich 37 mm C/30. Niszczyciele typu Grom były prekursorami zastosowania armat 40 mm Boforsa, które, w nieco innych modelach, zostały dopiero w drugiej połowie wojny zaadaptowane jako standardowe uzbrojenie okrętów brytyjskich i amerykańskich (przed wojną, oprócz polskich okrętów, planowano je jedynie dla holenderskich niszczycieli typu Gerard Callenburgh). Pewnym minusem było jedynie rozmieszczenie tych działek, nie zapewniające ostrzału w kierunku dziobu, lecz było to typowe dla przedwojennych niszczycieli. Uzbrojenie przeciwlotnicze uzupełniały 4 podwójne stanowiska najcięższych karabinów maszynowych Hotchkiss wz. 30 kal. 13,2 mm ustawionych na podstawach morskich typu R4SM na skrzydłach mostka przy głównym stanowisku dowodzenia (GSD) i po bokach na nadbudówce rufowej. Amunicja podawana była z 30 nabojowych magazynków. Masa broni z podstawą wynosiła 350 kg. Broń wyposażona była w celownik systemu Le Prieur DAC940.
Uzbrojenie do zwalczania okrętów podwodnych stanowiły dwie zrzutnie bomb głębinowych, wyprodukowane przez firmę T.H. Dixon & Co Ltd. Engineers Letchworth Herts, umieszczone pod pokładem rufowym, z 10 bombami na każdej. Wyrzutnie napędzane były silnikami elektrycznymi poprzez łańcuchy, powodującymi przesuwanie ułożonych w gniazdach bomb w kierunku wylotu. Wyloty wyrzutni otwierane były zdalnie, z mostka. Awaryjny napęd zapewniała ręczna przekładnia korbowa, znajdująca się w pomieszczeniu maszynki sterowej. Dodatkowe 10 bomb składowano w magazynie głowic torped; bomby na wyrzutniach przenoszono z wykorzystaniem żurawików, poprzez otwierane luki w pokładzie nad pomieszczeniem wyrzutni. Wbrew informacjom spotykanym w publikacjach, okręty nie były przed wojną wyposażono w miotacze bomb głębinowych. Okręty miały ponadto możliwość stawiania min morskich, dla których na pokładzie rufowym zamontowano dwie pary torów minowych, na których można było ustawić 44 miny (w literaturze spotykana jest też wartość 60 min). Można było stosować przede wszystkim miny wz. 08 lub SM-5.
Każdy okręt tego typu uzbrojony był ponadto w cztery ckm wz. 08, ustawiane na przenośnych, składanych podstawach trójnożnych (zwykle na pokładzie rufowym). Na uchwytach na rogach pomostu bojowego mocowano dwa km wz. 28. Ponadto w zbrojowni znajdowało się 30 karabinów i 6 rewolwerów dla załogi.
Okręty na stopie wojennej przenosiły: po 1050 sztuk amunicji do artylerii głównej, po 2400 sztuk amunicji do działek 40 mm, po 20 tys. sztuk amunicji do nkm 13,2 mm, po 12 torped 533 mm i 40 bomb głębinowych.

### Wyposażenie
Okręty początkowo wyposażone były w radiostacje korespondencyjne typu SM1K, radiostacje krótkofalowe typu RKD/K, radiostacje alarmowe typu Y, radiostacje goniometryczne typu RJ, radionamierniki i hydrofony. Hydrofony były produkcji amerykańskiej firmy Multispot, posiadały po 6 mikrofonów rozmieszczonych pod linią wodną na każdej burcie. Ich przydatność okazała się niewielka – wyposażony w nie stojący w dryfie okręt nie był w stanie wykryć zanurzonego okrętu podwodnego, płynącego z prędkością 9 węzłów w odległości większej niż 4500 m, przy prędkości własnej większej niż 15 węzłów aparat był całkiem bezużyteczny. Hydrofony były zgrupowane z podwodnymi mikrofonami i nadajnikiem oscylatora systemu Fessendena, służącymi do komunikacji podwodnej.
Ponadto okręty wyposażone były w dwa reflektory o średnicy lustra 90 cm, umieszczone początkowo na nadbudówce rufowej i na platformie masztu głównego. Sprzęt ratunkowy stanowiły: dwie ośmiometrowe łodzie motorowe, ośmiometrowa szalupa, motorówka i mniejsza łódź wiosłowa oraz tratwy ratunkowe. Przy uskoku pokładu na śródokręciu ustawione były trały parawanowe D Mk. V z obsługującymi je żurawikami.
System kierowania ogniem artylerii był produkcji PZO S.A. Opracowano go w oparciu o francuski system przekaźnikowy S’Chamond Granat, zastosowany na ORP Gryf. Wykorzystano polskie przekaźniki typu Synchro. Na system kierowania ogniem składał się dalmierz główny (4-metrowy z wysokościomierzem firmy Optique & Precision de Levallois) i miernik kąta kursowego na pomoście dowodzenia na nadbudówce dziobowej, dalmierz rufowy na nadbudówce rufowej tej samej firmy i centrala artyleryjska z kalkulatorami (z tyłu nadbudówki rufowej, poniżej pomostu bojowego a za kabiną nawigacyjną). Kalkulator artyleryjski był produkcji francuskiej, typu D1 firmy La Precision Moderne, połączony z przekaźnikiem Anschutza. Na czterech stanowiskach artylerii głównej, dwóch stanowiskach artylerii przeciwlotniczej i dwóch stanowiskach reflektorów przewidziano przekaźniki tego systemu, np. przy każdym stanowisku artylerii dział głównego kalibru: klakson, odbiornik trójsilnikowy kręgu (typ OS3), odbiornik dwusilnikowy odchylenia (typ OS2), odbiornik dwusilnikowy celownika (typ OS2), odbiornik jednosilnikowy komend (typ OW1), dzwonek, lampka sygnałowa, skrzynka S.o. i skrzynka rozdzielcza R (zależnie od stanowiska oznaczone od R6 do R8). Przekaźniki przekazywały do kalkulatora dane o namiarze kąta kursowego, odległości do celu z dalmierza głównego (dane z dalmierza rufowego zgrywano w razie potrzeby ręcznie z danymi z dalmierza głównego, dzięki czemu mógł on wspomagać lub zastąpić główny dalmierz). Pozostałe dane do strzelań (m.in. kurs własny, prędkość, kierunek wiatru) wprowadzano ręcznie. Działa były naprowadzane na cel ręcznie, na podstawie danych wypracowanych przez kalkulator i przekazanych za pomocą przekaźników na stanowiska artylerii głównej. Według niektórych autorów system wypracowywał też niektóre dane dla artylerii przeciwlotniczej oraz obsługi stanowisk reflektorów. Dalmierz rufowy służył do wypracowywania danych dla artylerii przeciwlotniczej. Z systemem kierowania ogniem artylerii zintegrowany był układ sterowania strzelaniem torpedowym. Główne elementy układu znajdowały się na pomostach nawigacyjnych po bokach nadbudówki dziobowej. Zdalne przekaźniki stanowiska kierowania wyrzutniami znajdowały się przy zewnętrznych obudowach pomostów (tam gdzie obecnie na „Błyskawicy” ustawione są działa 37 mm 70-K), a obok nich urządzenia kąta strzału w postaci kolumienek na których umieszczone były lunetki na celowniku torpedowym. Układ przekazywał dane na wyrzutnie torped już z wypracowanym kątem strzału. Uznano go za lepszy niż na okrętach typu Wicher, m.in. dzięki temu, że umożliwiał natychmiastowe użycie nawet przez standardową obsadę wachty, stanowiska na wyrzutniach torped przewidziano do użycia jedynie w sytuacjach awaryjnych.
Okręty posiadały po dwie kotwice Halla.

### Załoga
Załogę etatową stanowiło 192 ludzi w czasie pokoju, w warunkach bojowych obsada wzrastała do 10-12 oficerów i 200 podoficerów i marynarzy.

### Malowanie
Kadłuby okrętów były przed wybuchem wojny malowane farbą w kolorze szarym, powierzchnie pionowe farbą w jaśniejszym, a poziome – w ciemniejszym odcieniu. Na rufach namalowane były nazwy okrętów. Początkowo „Grom” nosił na dziobie dużą literę rozpoznawczą  „G”, lecz w lipcu 1937 roku ją zamalowano w związku z usuwaniem liter rozpoznawczych z polskich okrętów („Błyskawica” nie zdążyła otrzymać namalowanej litery, chociaż przewidziano dla niej znaki: „BŁ”). Wnętrze nadbudówek malowano na biało. Podłogi pomieszczeń, pokryte wykładziną z linoleum lub gumoleum, były w kolorze ciemnoczerwonym, w pomieszczeniach o wyższych wymaganiach co do standardów sanitarnych na podłogach był położony gres, a na ścianach glazura. Farba w pomieszczeniach była wymieszana z mielonym korkiem, by wyciszyć pomieszczenia i ograniczyć wibracje. Systemy malowania i oznaczania rurociągów okrętowych ulegały zmianie w trakcie służby okrętów. Od 1937 roku stosowano farby etatowego dostawcy farb dla MW – firmy Lepper+Karpiński. Części podwodne malowano minią ołowianą „Rapidol” i farbą smołowo-asfaltową „Akumulina”. Przy wodnicy, ponad poziomem wody, malowano czarny pas o wysokości 25–50 cm. W trakcie służby wojennej schematy kamuflażu okrętów ulegały zmianom. W Wielkiej Brytanii na burtach i na rufie malowano, początkowo czarną farbą, numer burtowy według systemu brytyjskiego.

### Modernizacje

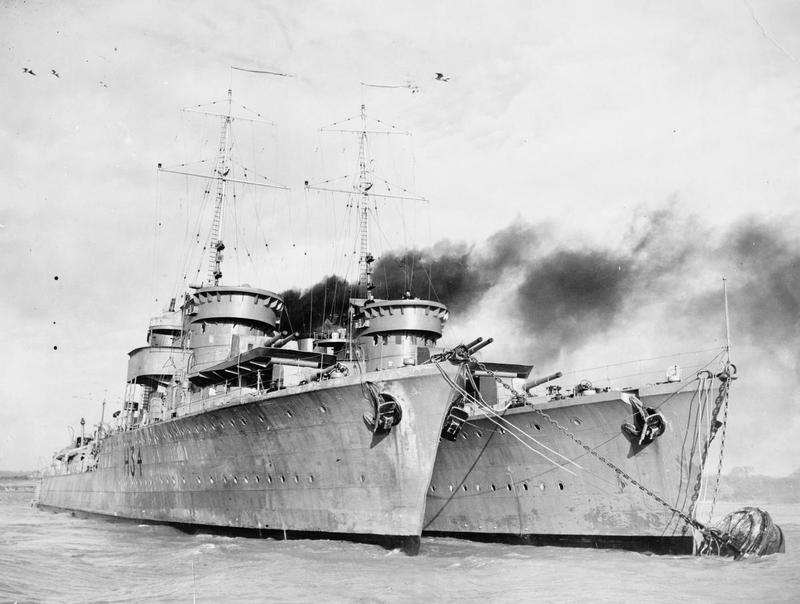
OORP „Błyskawica” (z lewej) i „Grom” w brytyjskim porcie po przebudowie, która miała miejsce w październiku 1939 roku

Modernizacje okrętów zaczęły się jeszcze w trakcie ich budowy. Ponieważ okazało się, że jeden z wentylatorów na lewej burcie, na wysokości wysepki ze stanowiskiem armat 40 mm Bofors, blokuje obrót wyrzutni torped na lewą burtę, w wentylatorach na „Gromie” wykonano podcięcie, przez które mogły przesunąć się końcówki rur wyrzutni. „Błyskawica” otrzymała wentylator o zmodyfikowanym kształcie. Po przyjęciu do służby okrętów części podestów i relingów przy podstawach dział 120 mm wz. 36 odcięto, ponieważ przeszkadzały w działoczynach. Konieczne okazało się wzmocnienie burt wokół kluz kotwicznych, ponieważ łapy kotwic przy podnoszeniu nie układały się we wnękach i wgniatały burty. Dodano wentylację do prowiantur załogi na rufie okrętu. Na maskach stanowiska artylerii głównej nr 3, po obu stronach, zamontowano zegary artyleryjskie, mające przekazywać dane do strzelania dla innych okrętów w formacji. Początkowo pole widzenia dalmierza rufowego było ograniczone do 210 stopni przez nadbudówkę rufowej kabiny nawigacyjnej ze stojącym na niej reflektorem. Dlatego najpierw na „Gromie”, a później „Błyskawicy”, zamieniono miejscami położenie dalmierza rufowego i reflektora rufowego, co zwiększyło pole widzenia dalmierza i poprawiło możliwość namierzania celów powietrznych. Zwiększono liczbę skrzyń na łódkowaną amunicję do armat 40 mm Boforsa, a zmniejszono liczbę skrzyń z amunicją niełódkowaną. Zmieniono wyprowadzenie rury głosowej z kabiny szumonamiernika, które początkowo prowadziło do kabiny nawigacyjnej, na prowadzące bezpośrednio na pomost bojowy.
W trakcie służby okręty przeszły dalsze modernizacje, których celem było poprawienie ich niewystarczającej stateczności oraz, w przypadku „Błyskawicy” („Grom” został zatopiony w początkowym okresie wojny), wzmocnienie uzbrojenia przeciwlotniczego i doposażenie w nowocześniejszy sprzęt hydrolokacyjny i radioelektroniczny.
Pierwszą większą przebudowę obydwa okręty przeszły po przybyciu do Wielkiej Brytanii w 1939 roku, gdy okazało się, że ich dzielność morska w warunkach atlantyckich jest niewystarczająca. Przeprowadzono ją w dniach 2-22 października 1939 roku w stoczni w Plymouth. Przebudowa obejmowała usunięcie: łodzi ratunkowych z przestrzeni pomiędzy nadbudówką główną a kominem, trałów ochronnych, torów minowych, demontaż „krążowniczej” kapy z komina, kratownicowej podstawy z platformą reflektora i masztem z nadbudówki głównej – zostały one zastąpione przez lżejszy maszt palowy, a reflektor przeniesiono przed komin, na miejsce szalup. Ponadto zdemontowano górną część nadbudówki rufowej, służąca za podstawę reflektora, i sam reflektor oraz wytyk anteny – został on zastąpiony mniejszym masztem z małą rejką. Antenę radionamiernika przeniesiono na maszt główny. Na rufie ustawiono dwa dodatkowe miotacze bomb głębinowych Thornycrofta . Z dziobu usunięto fortrały. W wyniku przebudowy zdjęto z pokładu elementy o łącznej masie około 56 ton, co przyczyniło się do poprawy wysokości metacentrycznej, dodano też balastu dennego. W trakcie kolejnego remontu w dniach 10 stycznia – 19 marca 1940 roku zamontowano na okręcie instalację demagnetyzacyjną.
Kolejne modernizacje i przebudowy przechodziła już tylko „Błyskawica” – najważniejsze z nich to zainstalowanie azdyku, pokładowych zrzutni bomb głębinowych oraz działa plot. 76 mm HA/LA Mk II na podstawie Mk III w miejsce drugiej wyrzutni torpedowej, co nastąpiło w trakcie remontu w czerwcu 1940 roku, zamontowanie radaru typu 281 w lutym 1941 roku, przezbrojenie w uniwersalne działa Vickers 102 mm Mk XVI na podstawach Mk XIX (ustawiono wtedy również ponownie drugą wyrzutnię torpedową) z zamontowaniem bogatszego i nowszego wyposażenia radioelektronicznego (nowa wieżyczka kierowania ogniem artylerii głównej, stanowisko radaru typu 291 do kierowania ogniem plot.) – co trwało od czerwca do listopada 1941 roku. Kolejnej modernizacji dokonano w czerwcu 1943 roku, zastępując nkmy Hotchkissa pojedynczymi działkami 20 mm Oerlikon, dodając 2 podwójne ckm 7,7 mm Lewis na pomoście, wymieniając radionamiernik na nowszy FM 12 MF/DF, instalując system identyfikacji „swój-obcy” typu 252 oraz radiotelefony UKF typu 86 i 86M. W marcu 1944 roku zainstalowano na nadbudówce rufowej radar typu 271, wymieniono system identyfikacji „swój-obcy” na nowszy, typu 244 oraz dodano antenę systemu „Headache” do przechwytywania nieprzyjacielskich transmisji radiowych. Ostatni remont połączony z przebudową w Wielkiej Brytanii miał miejsce od lutego do lipca 1944 roku. Usunięto wówczas obydwa aparaty torpedowe, a na miejsce wyrzutni nr 2 ustawiono jeden aparat czterorurowy kal. 533 mm, usunięto karabiny maszynowe kal. 7,7 mm i wymieniono radar typu 272 na typu 293. Po powrocie do Polski w 1951 roku okręt przeszedł remont połączony z przezbrojeniem – wymieniono lufy dział artylerii głównej na lufy radzieckich armat 100 mm B-24, pozostałe systemy uzbrojenia wymieniono na radzieckie odpowiedniki, ponownie ustawiono tory minowe dla 60 min wz. 08. Całkowicie wymieniono sprzęt ratunkowy na zestaw składający się z szalupy wiosłowej i motorówki na pokładzie głównym oraz 10 tratew ratunkowych. W kwietniu 1961 roku wymianie na sprzęt radziecki uległo wyposażenie radioelektroniczne (zainstalowano stacje radiolokacyjne Gjuis-1M4 i Rif, system identyfikacji „swój-obcy” Kremnij-5N, nowe systemy łączności) i hydroakustyczne (Tamir-5N). W 1975 roku okręt uległ ostatniej przebudowie, w związku z adaptacją do pełnienia funkcji okrętu-muzeum, co obejmowało m.in. urządzenie sal wystawowych i wytyczenie ścieżek zwiedzania.

## Służba
Po przybyciu do Polski okręty dołączyły do Dywizjonu Kontrtorpedowców, który do tej pory składał się z OORP „Wicher” i „Burza”. Początkowo „Grom”, a później „Błyskawica” były okrętami flagowymi Dywizjonu.

### ORP „Grom”

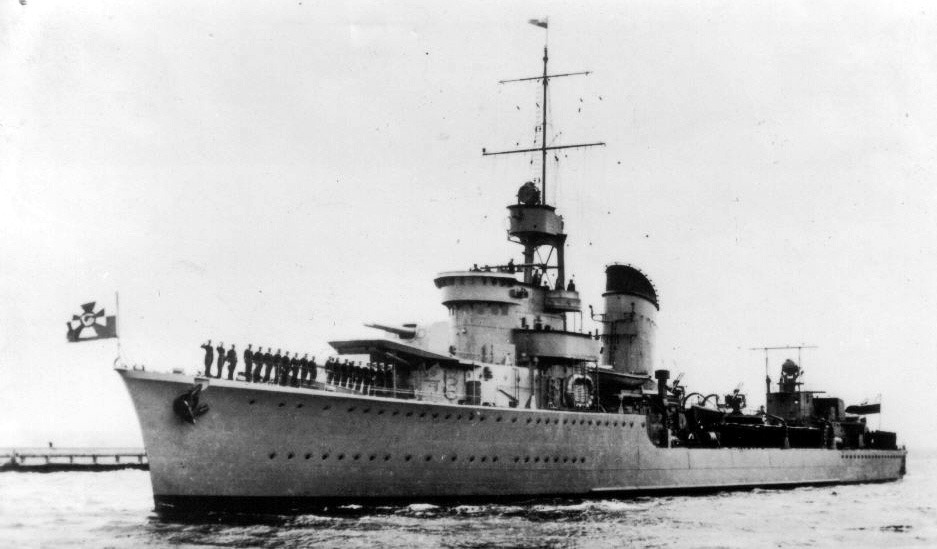
ORP „Grom” – widok z lewej burty, przed modernizacją

„Grom” w okresie przedwojennym wraz z innymi okrętami MW uczestniczył w trzech kurtuazyjnych wizytach w portach zagranicznych: w sierpniu 1937 roku odwiedził Tallinn oraz Rygę, a w sierpniu 1938 roku – Kopenhagę. W lutym 1938 roku po błędzie nawigacyjnym wszedł na mieliznę i doznał uszkodzeń, których usunięcie wymagało dokowania. Realizując plan „Peking” przedostał się we wrześniu 1939 roku wraz z dwoma innymi polskimi niszczycielami: „Błyskawicą” i „Burzą”, do Wielkiej Brytanii. Tam przeszedł większą przebudowę (podobnie jak „Błyskawica”), która miała na celu poprawę dzielności morskiej. Podczas II wojny światowej pełnił służbę patrolową i ochraniał konwoje na wodach wokół Wysp Brytyjskich oraz na Morzu Północnym. Wspierał działania wojsk lądowych w trakcie kampanii norweskiej. Został zatopiony 4 maja 1940 roku przez samolot niemiecki w Rombakkenfjordzie pod Narwikiem.

### ORP „Błyskawica”

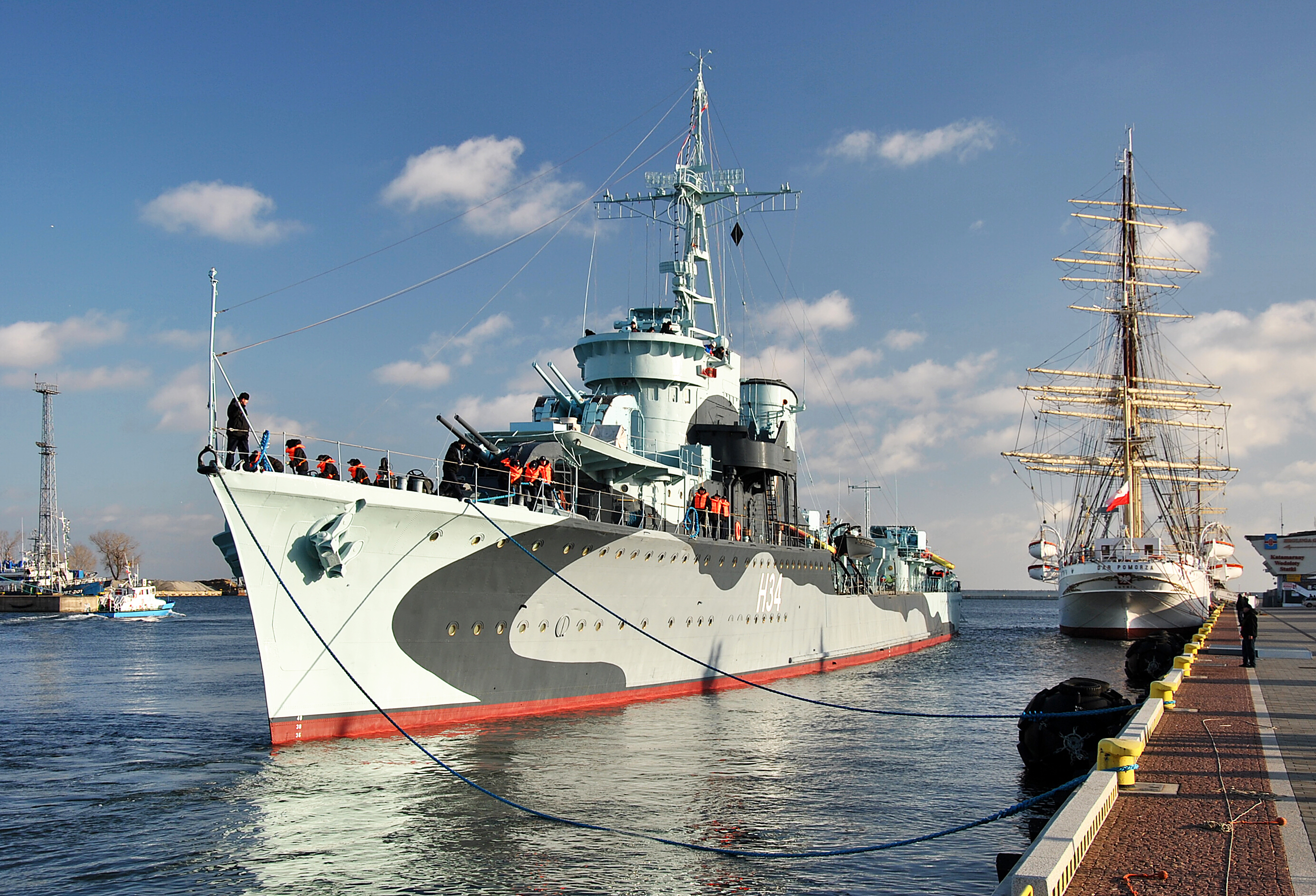
ORP „Błyskawica” jako okręt–muzeum, dobijający do nabrzeża Pomorskiego w Gdyni

W okresie przedwojennym okręt, wraz z bliźniaczym „Gromem”, reprezentował MW podczas wizyty w Kopenhadze. Wraz z „Gromem” i „Burzą” w przededniu wojny wypłynął do portów brytyjskich, realizując plan „Peking”. W działaniach II wojny światowej operował na Atlantyku, Morzu Północnym i Morzu Śródziemnym. Brał udział między innymi w kampanii norweskiej i ewakuacji Dunkierki, eskortowaniu konwojów atlantyckich i wokół Wysp Brytyjskich, operacjach „Torch” i „Neptune” – w trakcie tej ostatniej uczestniczył w bitwie pod Ushant. Działalność operacyjną zakończył udziałem w operacji „Deadlight”. W maju 1946 roku został przejęty przez Royal Navy, a następnie 1 lipca 1947 roku zwrócony rządowi PRL. Po remoncie i przezbrojeniu powrócił do czynnej służby. Uczestniczył w wielu kurtuazyjnych wizytach w portach innych państw (Leningradzie, Bałtyjsku, Portsmouth, Sztokholmie, Helsinkach, Londynie, Kopenhadze, Chatham, Göteborgu). Po awarii kotłowni w 1967 roku uznano kolejny remont za nieopłacalny i od 1969 roku pozostawał w Świnoujściu jako stacjonarny okręt obrony przeciwlotniczej. Od 1 maja 1976 roku okręt pełni funkcję okrętu-muzeum w porcie gdyńskim.

## Zmodyfikowany typ Grom
W ramach sześcioletniego planu rozbudowy floty, przyjętego w 1936 roku, szefostwo KMW planowało powiększyć flotę m.in. o dwa kolejne duże niszczyciele (nr 5 i 6). Według relacji, przewidziano dla nich nazwy ORP „Orkan” i „Huragan”. Zdecydowano, że będą one wybudowane w Polsce, w Stoczni Marynarki Wojennej w Gdyni, w oparciu o zmodyfikowane nieco plany niszczycieli typu Grom. Planowano, że ich koszt zamknie się kwotą 32,2 mln złotych. Miały być ukończone do kwietnia – października 1942 roku. Okręty miały być nieco większe niż dwójka ich poprzedników: ich wyporność normalna miała wynosić 2214 ton metrycznych, długość całkowita 114 m, a szerokość 11 m. Napędzać je miały maszyny o mocy 56 500 KM, co miało umożliwić osiągnięcie prędkości maksymalnej 39 w. Okręty miały mieć podobne uzbrojenie jak wcześniejsze okręty typu Grom, planowano jednak wzmocnić uzbrojenie przeciwlotnicze, dodając 4 ckm 7,9 mm. Rozważano też dodanie kolejnego stanowisko działek 40 mm Boforsa oraz zastąpienie nkm Hotchkissa podwójnie sprzężonymi działkami 20 mm Oerlikona. Przebudowana miała być nadbudówka główna, w celu zmniejszenia oporów powietrza, których pokonanie przy pływaniu z prędkością maksymalną zabierało 27% mocy – planowano zgrupować ją z masztem głównym i kominem. Okręty zamówiono 1 kwietnia 1939 roku, a ich budowę rozpoczęto oficjalnie 1 maja 1939 roku, po czym rozpoczęto przygotowywanie materiału, a stępki miały być położone jesienią tego roku. Według części relacji, stępkę pierwszego z okrętów położono jeszcze przed wybuchem wojny – w sierpniu. W związku z wybuchem wojny ich budowa nie została dokończona.